# اكضي (اكضي)
اكضي هو دُوَّار يقع بجماعة تيزونين، إقليم طاطا، جهة سوس ماسة في المملكة المغربية. ينتمي الدوّار لمشيخة اكضي التي تضم دوار واحد. يقدر عدد سكانه بـ 1083 نسمة حسب الإحصاء الرسمي للسكان والسكنى لسنة 2004.

## روابط خارجية
- البوابة الوطنية للجماعات الترابية
- المندوبية السامية للتخطيط